# Calanopia asymmetrica
Calanopia asymmetrica is een eenoogkreeftjessoort uit de familie van de Pontellidae. De wetenschappelijke naam van de soort is voor het eerst geldig gepubliceerd in 1996 door Mulyadi & Ueda.